# Лошаковское сельское поселение
Лошаковское се́льское поселе́ние — упразднённое муниципальное образование в Орловском районе Орловской области Российской Федерации.
Административный центр — посёлок Биофабрика

## История
Статус и границы сельского поселения установлены Законом Орловского области от 28 декабря 2004 года № 466-ОЗ «О статусе, границах и административных центрах муниципальных образований на территории Орловского района Орловской области».
Законом Орловской области от 04.05.2021 № 2596-ОЗ к 15 мая 2021 года упразднено в связи с преобразованием муниципального района в муниципальный округ.

## Население
| 2010  | 2012  | 2013  | 2014  | 2015  | 2016  | 2017  |
| ----- | ----- | ----- | ----- | ----- | ----- | ----- |
| 5101  | ↗5180 | ↗5239 | ↗5277 | ↘5231 | ↘5187 | ↘5151 |
| 2018  | 2019  | 2020  | 2021  |       |       |       |
| ↘5060 | ↘5010 | ↘4994 | ↘3930 |       |       |       |

## Состав сельского поселения
| № | Населённый пункт | Тип населённого пункта          | Население |
| - | ---------------- | ------------------------------- | --------- |
| 1 | Биофабрика       | посёлок, административный центр | ↘1015     |
| 2 | Зыкова           | деревня                         | 6         |
| 3 | Киреевка         | деревня                         | ↗637      |
| 4 | Лошаково         | деревня                         | 33        |
| 5 | Некрасовка       | деревня                         | ↗1341     |
| 6 | Никуличи         | деревня                         | ↗241      |
| 7 | Спесивцево       | деревня                         | 1         |
| 8 | Сухая Орлица     | деревня                         | ↗359      |
| 9 | Шиловский        | посёлок                         | ↗1466     |